# Nathan Burns
Nathan Burns (* 7. květen 1988) je australský fotbalista.

## Reprezentace
Nathan Burns odehrál 18 reprezentačních utkání. S australskou reprezentací se zúčastnil Mistrovství Asie 2011 a 2015, kde Austrálie prvně v historii vybojovala titul.

## Statistiky
| Austrálie | Austrálie | Austrálie |
| Roky      | Záp.      | Góly      |
| --------- | --------- | --------- |
| 2007      | 1         | 0         |
| 2008      | 1         | 0         |
| 2009      | 0         | 0         |
| 2010      | 2         | 0         |
| 2011      | 3         | 0         |
| 2012      | 0         | 0         |
| 2013      | 0         | 0         |
| 2014      | 0         | 0         |
| 2015      | 11        | 1         |
| Celkem    | 18        | 1         |